# Ägyptische Fußballnationalmannschaft/Olympische Spiele
Die ägyptische Fußballnationalmannschaft nahm erstmals 1920 an den Olympischen Spielen in Antwerpen teil und ist damit die erste afrikanische Mannschaft, die am Fußballturnier teilnahm. In der ersten Runde wurde mit 1:2 gegen Italien verloren. Ägypten nahm von allen afrikanischen Mannschaften am häufigsten an der Endrunde teil, konnte aber im Gegensatz zu Kamerun und Nigeria noch keine Medaille gewinnen. Die besten Platzierungen sind die vierten Plätze 1928 und 1964, wobei man 1964 ebenso wie 1960 als Vereinigte Arabische Republik teilnahm, auch wenn diese de facto nur aus Ägypten bestand. Bis 1988 nahm die A-Nationalmannschaft teil, die dabei in den Qualifikationsspielen auf die A-Nationalmannschaften der anderen afrikanischen Staaten traf, bei der Endrunde aber nach 1948 teilweise auf Amateurmannschaften. Ab 1992 wurden die Spiele von der Olympiamannschaft bestritten.

## Ergebnisse bei Olympischen Spielen

### 1920
- Olympische Spiele in Antwerpen:
  - 28. August 1920 Italien – Ägypten 2:1 (in Gent (Stadion AA Gent))
  - 3. September 1920, Trostrunde: Ägypten – Jugoslawien 4:2[2]

### 1924
- Olympische Spiele in Paris:
  - 29. Mai 1924, Achtelfinale Ägypten – Ungarn 3:0 (Stade de Paris)
  - 1. Juni 1924, Viertelfinale Schweden – Ägypten 5:0 (Stade Pershing)

### 1928
- Olympische Spiele in Amsterdam:
  - 28. Mai 1928, Achtelfinale: Ägypten – Türkei 7:1
  - 4. Juni 1928, Viertelfinale: Ägypten – Portugal 2:1
  - 6. Juni 1928, Halbfinale: Argentinien – Ägypten 6:0
  - 10. Juni 1928, Spiel um Bronze: Italien – Ägypten 11:3 (Höchste Niederlage Ägyptens)

### 1936
- Olympische Spiele in Berlin:
  - 5. August 1936, Achtelfinale: Österreich – Ägypten 3:1 (Mommsen-Stadion)

### 1948
- Olympische Spiele in London:
  - 31. Juli 1948, Achtelfinale: Dänemark – Ägypten 3:1 n. V. (Selhurst Park)

### 1952
- Olympische Spiele in Helsinki:
  - 16. Juli 1952, Vorrunde: Ägypten – Chile 5:4 (in Kotka)
  - 19. Juli 1952, Achtelfinale: BR Deutschland – Ägypten 3:1 (in Turku)

### 1956
- Olympische Spiele in Melbourne:
  - Qualifikation:
    - 11. Juli 1956: Äthiopien – Ägypten 1:4
    - 31. Juli 1956: Ägypten – Äthiopien 5:1 (nach der erfolgreichen Qualifikation verzichtete Ägypten auf die Teilnahme)

### 1960
- Olympia-Qualifikation:
  - 1. Runde:
    - 13. November 1959 VA Republik – Ghana 2:1 (in Kairo)
    - 6. November 1959 Ghana – VA Republik 2:0 (in Accra)
    - 13. Dezember 1959 Nigeria – VA Republik 2:6 (in Lagos)
    - 1. Januar 1960 VA Republik – Nigeria 3:0 (in Kairo)

  - 2. Runde:
    - 19. Februar 1960 VA Republik – Tunesien 3:1 (in Kairo)
    - 26. Februar 1960 Sudan – VA Republik 0:1 (in Khartum)
    - 3. April 1960 Tunesien – VA Republik 0:0 (in Tunis)
    - 22. April 1960 VA Republik – Sudan 3:0 (in Kairo)

- Olympische Spiele in Rom:
  - Vorrunde:
    - 26. August 1960 Jugoslawien – VA Republik 6:1 (in Pescara)
    - 29. August 1960 Bulgarien – VA Republik 2:0 (in L’Aquila)
    - 1. September 1960 VA Republik – Türkei 3:3 (in Livorno) – als Gruppendritter ausgeschieden

### 1964
- Olympia-Qualifikation:
  - 1. Runde:
    - 9. Oktober 1963: Uganda – VA Republik 1:4
    - 15. Januar 1964: VA Republik – Uganda 3:1

  - 2. Runde:
    - 27. März 1964: VA Republik – Sudan 4:1
    - 17. April 1964 Sudan – VA Republik 3:3

- Olympische Spiele in Tokio:
  - Vorrunde:
    - 12. Oktober 1964 Brasilien – VA Republik 1:1
    - 14. Oktober 1964 Tschechoslowakei – VA Republik 5:1
    - 16. Oktober 1964 VA Republik – Südkorea 10:0

  - K.-o.-Runde:
    - 18. Oktober 1964, Viertelfinale: VA Republik – Ghana 5:1
    - 20. Oktober 1964, Halbfinale: Ungarn – VA Republik 6:0
    - 23. Oktober 1964, Spiel um Bronze: Deutschland – VA Republik 3:1

### 1968
- Olympia-Qualifikation:
  - 2. Runde:
    - Guinea – VA Republik (zurückgezogen)

### 1972
- Olympia-Qualifikation:
  - 1. Runde:
    - 7. März 1971[3] Tunesien – Ägypten 3:0
    - 2. April 1971 Ägypten – Tunesien 2:0

### 1976
- Olympia-Qualifikation:
  - 1. Runde:
    - 2. Mai 1975 Ägypten – Sudan 1:1
    - 30. Mai 1975 Sudan – Ägypten 1:0

### 1980
- Olympia-Qualifikation:
  - 1. Runde:
    - Ägypten – Tansania (Tansania zurückgezogen)

  - 2. Runde:
    - 9. Dezember 1979: Madagaskar – Ägypten 1:1
    - 21. Dezember 1979: Ägypten – Madagaskar 1:1, 4:3 i. E.

  - 3. Runde:
    - 22. Februar 1980: Ägypten – Sambia 4:1
    - 13. April 1980: Sambia – Ägypten 1:1 nach der Qualifikation boykottierte Ägypten die Spiele aufgrund des Einmarsches der UdSSR in Afghanistan, stattdessen nahm Sambia teil.

### 1984
- Olympia-Qualifikation:
  - 1. Runde:
    - 4. oder 5. Juni 1983[4] Sudan – Ägypten 0:0 (in Khartum)
    - 29. Juli 1983 Ägypten – Sudan 2:1 (in Kairo)

  - 2. Runde:
    - 9. Oktober 1983 Sambia – Ägypten 1:0 (in Lusaka)
    - 29. Oktober 1983 Ägypten – Sambia 2:0 (in Kairo)

  - 3. Runde:
    - 6. Januar 1984 Algerien – Ägypten 1:1 (in Algier)
    - 17. Februar 1984 Ägypten – Algerien 1:0 (in Kairo)

- Olympische Spiele in Los Angeles:
  - Vorrunde
    - 29. Juli 1984 Italien – Ägypten 1:0 (in Pasadena)
    - 31. Juli 1984 Ägypten – Costa Rica 4:1 (in Palo Alto)
    - 2. August 1984 Ägypten – USA 1:1 (in Palo Alto)

  - Viertelfinale:
    - 5. August 1984 Frankreich – Ägypten 2:0 (in Pasadena)

### 1988
- Olympia-Qualifikation:
  - 1. Runde:
    - 27. Juni 1987[5] Ägypten – Kenia 4:0 (in Kairo)
    - 12. Juli 1987 Kenia – Ägypten 1:3 (in Nairobi)

  - 2. Runde:
    - 4. Oktober 1987 Tunesien – Ägypten 0:0 (in Tunis)
    - 13. November 1987 Ägypten – Tunesien 0:1 n. V. (in Kairo)

### 1992
- - 2. Runde:
    - Sudan – Ägypten 1:2
    - Ägypten – Sudan 2:0

  - 3. Runde:
    - Ägypten – Malawi 3:1
    - Malawi – Ägypten 0:0

  - 4. Runde:
    - Ägypten – Simbabwe 3:0
    - Simbabwe – Ägypten 1:1
- Olympische Spiele in Barcelona:
  - Vorrunde:
    - 24. Juli 1992 Ägypten – Katar 0:1 (in Sabadell)
    - 27. Juli 1992 Spanien – Ägypten 2:0 (in Valencia)
    - 29. Juli 1992 Kolumbien – Ägypten 3:4 (in Sabadell) – Ägypten als Gruppendritter ausgeschieden

### 1996
- Olympia-Qualifikation:
  - 1. Runde:
    - 16. April 1995 Ägypten – Mauritius 1:0
    - 30. April 1995 Mauritius – Ägypten 0:1

  - 2. Runde:
    - 12. August 1995 Nigeria – 3:2
    - 25. August 1995 Ägypten – Nigeria 1:1 – Nigeria gewann in Atlanta die Goldmedaille.

### 2000
- Olympia-Qualifikation:
  - 1. Runde:
    - 13. Juni 1999 Mali – Ägypten 1:1
    - 27. Juni 1999 Ägypten – Mali 3:1

  - 2. Runde:
    - 16. Oktober 1999 Marokko – Ägypten 1:0
    - 31. Oktober 1999 Ägypten – Tunesien 2:1
    - 20. Februar 2000 Elfenbeinküste – Ägypten 3:3
    - 27. Februar 2000 Ägypten – Elfenbeinküste 2:1
    - 12. März 2000 Ägypten – Marokko 1:1
    - 26. März 2000 Tunesien – Ägypten 0:3 (Ägypten als Gruppenzweiter ausgeschieden)

### 2004
- Olympia-Qualifikation:
  - 1. Runde:
    - Ägypten – Tansania (Tansania zurückgezogen)

  - 2. Runde:
    - 26. Oktober 2003 Ägypten – Nigeria 0:2
    - 20. Dezember 2003 Senegal – Ägypten 2:0
    - 4. Januar 2004 Ägypten – Tunesien 1:3
    - 22. Februar 2004 Tunesien – Ägypten 2:0
    - 13. März 2004 Nigeria – Ägypten 3:0
    - 28. März 2004 Ägypten – Senegal 0:1 (Ägypten nach 6 Niederlagen als Gruppenletzter ausgeschieden)

### 2008
- Olympia-Qualifikation:
  - Vorrunde:
    - 1. September 2006 Gambia – Ägypten 0:0 (in Bakau)
      - 8. Oktober 2006 Ägypten – Gambia 4:0 (in Alexandria)

    - 1. Runde:
      - 7. Februar 2007 Ägypten – Elfenbeinküste 1:1 (in Kairo)
      - 24. März 2007 Elfenbeinküste – Ägypten 3:1 (in Abidjan)

### 2012
- Olympia-Qualifikation:
  - Qualifikation für die U-23-Fußball-Afrikameisterschaft 2011:
    - 1. Runde:
      - 25. März 2011: Ägypten – Botswana 2:0
      - 8. April 2011: Botswana – Ägypten 1:2

    - 2. Runde:
      - 4. Juni 2011: Sudan – Ägypten 0:0 (in Khartum)
      - 18. Juni 2011: Ägypten – Sudan 2:0 (in Alexandria)

  - U-23-Fußball-Afrikameisterschaft 2011 in Marokko (alle Spiele Ägyptens in Marrakesch):
    - Vorrunde:
      - 27. November 2011 Ägypten – Gabun 1:0
      - 30. November 2011 Elfenbeinküste – Ägypten 1:0
      - 3. Dezember 2011 Ägypten – Südafrika 2:0

    - K.-o.-Runde:
      - 7. Dezember 2011, Halbfinale: Ägypten – Marokko 2:3
      - 10. Dezember 2011, Spiel um Platz 3: Senegal – Ägypten 0:2

- Olympische Spiele in London:
  - 26. Juli 2012 Brasilien – Ägypten 3:2 (in Cardiff, Millennium Stadium)
  - 29. Juli 2012 Ägypten – Neuseeland 1:1 (in Manchester, Old Trafford)
  - 1. August 2012: Ägypten – Weißrussland 3:1 (in Glasgow, Hampden Park)
  - 4. August 2012: Japan – Ägypten 3:0 (in Manchester, Old Trafford)

#### Kader für 2012
Startberechtigt war eine U-23-Mannschaft, in der bis zu drei ältere Spieler mitwirken durften. Hierfür wurden Ahmed Fathy, Mohamed Abo Treka und Emad Moteab von Trainer Hany Ramzy nominiert.
| Nr.        | Spieler            | Geburtsdatum | Verein           | A-Länder- spiele | A-Länder- spieltore | WM-Spiele     |     |     |     |     |     |     |
| Tor        | Tor                | Tor          | Tor              | Tor              | Tor                 | Tor           | Tor | Tor | Tor | Tor | Tor | Tor |
| ---------- | ------------------ | ------------ | ---------------- | ---------------- | ------------------- | ------------- | --- | --- | --- | --- | --- | --- |
| 1          | Ahmed El-Shenawy   | 14.05.1991   | Al-Masry         | 6                | 0                   | 4 (U-20 2011) |     |     |     |     |     |     |
| 18         | Mohamed Bassam     | 25.12.1990   | Al Gaish         |                  |                     |               |     |     |     |     |     |     |
| Abwehr     |                    |              |                  |                  |                     |               |     |     |     |     |     |     |
| 2          | Mahmoud Alaa Eldin | 01.01.1991   | Haras El Hedood  |                  |                     |               |     |     |     |     |     |     |
| 3          | Aly Fathy          | 02.01.1992   | Arab Contractors |                  |                     | 4 (U-20 2011) |     |     |     |     |     |     |
| 4          | Omar Gaber         | 30.01.1992   | Al Zamalek SC    |                  |                     | 3 (U-20 2011) |     |     |     |     |     |     |
| 6          | Ahmed Hegazy       | 25.01.1991   | Ismaily SC       |                  |                     | 4 (U-20 2011) |     |     |     |     |     |     |
| 7          | Ahmed Fathy        | 10.11.1984   | Al Ahly Kairo    | 81               | 3                   | 4 (U-20 2003) |     |     |     |     |     |     |
| 12         | Eslam Ramadan      | 01.11.1990   | Haras El Hedood  |                  |                     | 4 (U-20 2009) |     |     |     |     |     |     |
| 15         | Saadeldin Saad     | 01.04.1989   | Al-Masry         |                  |                     | 3 (U-20 2009) |     |     |     |     |     |     |
| Mittelfeld |                    |              |                  |                  |                     |               |     |     |     |     |     |     |
| 8          | Shehab Ahmed       | 22.08.1990   | Al Ahly Kairo    |                  |                     | 4 (U-20 2009) |     |     |     |     |     |     |
| 13         | Saleh Gomaa        | 01.08.1993   | ENPPI Club       |                  |                     | 3 (U-20 2011) |     |     |     |     |     |     |
| 14         | Hossam Hassan      | 30.04.1989   | Al-Masry         |                  |                     | 3 (U-20 2009) |     |     |     |     |     |     |
| 17         | Mohamed Elneny     | 11.07.1992   | Arab Contractors |                  |                     | 4 (U-20 2011) |     |     |     |     |     |     |
| Angriff    |                    |              |                  |                  |                     |               |     |     |     |     |     |     |
| 5          | Mohamed Abo Treka  | 07.11.1978   | Al Ahly Kairo    | 89               | 31                  |               |     |     |     |     |     |     |
| 9          | Marwan Mohsen      | 26.02.1989   | Petrojet FC      | 06               | 03                  |               |     |     |     |     |     |     |
| 10         | Emad Moteab        | 20.02.1983   | Al Ahly Kairo    | 69               | 33                  | 4 (U-20 2003) |     |     |     |     |     |     |
| 11         | Mohamed Salah      | 15.06.1992   | FC Basel         | 14               | 08                  | 4 (U-20 2011) |     |     |     |     |     |     |
| 16         | Ahmed Magdy        | 09.12.1989   | ENPPI Club       |                  |                     | 2 (U-20 2009) |     |     |     |     |     |     |

##### Ersatzspieler
| Nr.        | Spieler                   | Geburtsdatum | Verein               | A-Länder- spiele | A-Länder- spieltore | WM-Spiele |     |     |     |     |     |     |
| Tor        | Tor                       | Tor          | Tor                  | Tor              | Tor                 | Tor       | Tor | Tor | Tor | Tor | Tor | Tor |
| ---------- | ------------------------- | ------------ | -------------------- | ---------------- | ------------------- | --------- | --- | --- | --- | --- | --- | --- |
| 22         | Aly Lofti Ibrahim Mostafa | 14.10.1989   | ENPPI Club           |                  |                     |           |     |     |     |     |     |     |
| Abwehr     |                           |              |                      |                  |                     |           |     |     |     |     |     |     |
| 21         | Salah Soliman             | 20.01.1990   | Al Zamalek SC        |                  |                     |           |     |     |     |     |     |     |
| Mittelfeld |                           |              |                      |                  |                     |           |     |     |     |     |     |     |
| 20         | Mohamed Sobhi Ghazi       | 21.11.1992   | ENPPI Club           |                  |                     |           |     |     |     |     |     |     |
| Angriff    |                           |              |                      |                  |                     |           |     |     |     |     |     |     |
| 7          | Ahmed Abd Elgaber         | 30.07.1990   | Smouha Sporting Club |                  |                     |           |     |     |     |     |     |     |

### 2016
- Olympia-Qualifikation:
  - Qualifikation für die U-23-Fußball-Afrikameisterschaft 2015:
    - 3. Runde:
      - Ägypten – Uganda 4:0
      - Uganda – Ägypten 1:2

  - U-23-Fußball-Afrikameisterschaft 2015 im Senegal (alle Spiele Ägyptens in Marrakesch):
    - Vorrunde:
      - 29. November 2015 Ägypten – Algerien 1:1
      - 2. Dezember 2015 Nigeria – Ägypten 2:2
      - 5. Dezember 2015 Ägypten – Mali 0:1

Als Gruppenletzter verpasst Ägypten die K.-o.-Runde und kann sich damit nicht für die Olympischen Spiele in Rio de Janeiro qualifizieren.

### 2021
Wegen der COVID-19-Pandemie wurden die Spiele in Tokio um ein Jahr verschoben.
- Olympia-Qualifikation:
  - Ägypten war als Gastgeber automatisch für den U-23-Afrika-Cup 2019 qualifiziert.
    - Vorrunde:
      - 8. November 2019 Ägypten – Mali 1:0
      - 11. November 2019 Ghana – Ägypten 2:3
      - 14. November 2019 Ägypten – Kamerun 2:1

    - K.-o.-Runde:
      - 19. November 2019, Halbfinale: Ägypten – Südafrika 3:0
      - 22. November 2019, Finale: Ägypten – Elfenbeinküste 2:1 n. V.

- Olympische Spiele in Tokio:
  - 22. Juli 2021 Ägypten – Spanien 0:0 (in Sapporo, Sapporo Dome)
  - 25. Juli 2021 Ägypten – Argentinien 0:1 (in Sapporo, Sapporo Dome)
  - 28. Juli 2021: Australien – Ägypten 0:2 (in Rifu,[7] Miyagi Stadium) – Ägypten qualifiziert sich als Gruppenzweiter dank der besseren Tordifferenz vor Argentinien für die K.-o.-Runde
  - 31. Juli 2021, Viertelfinale: Brasilien – Ägypten 1:0 (in Saitama, Saitama Stadium)

### 2024
- Olympia-Qualifikation:
  - Zweite Runde:
    - 23. Oktober 2022: Eswatini – Ägypten 0:0 (in Lobamba)
    - 30. Oktober 2022: Ägypten – Eswatini 1:0 (in Alexandria)

  - Dritte Runde:
    - 22. März 2023: Ägypten – Sambia 2:0 (in Kairo)
    - 26. März 2023: Sambia – Ägypten 0:0 (in Ndola)

  - U-23-Afrika-Cup 2023 in Marokko:
    - 25. Juni 2023: Ägypten 	– 	Niger 	0:0 (in Tanger)
    - 28. Juni 2023: Ägypten 	– 	Mali 	1:0 (in Tanger)
    - 1. Juli 2023: Gabun 	– 	Ägypten 0:2 (in Tanger) – Ägypten qualifiziert sich als Gruppensieger für die K.-o.-Runde
    - 4. Juli 2023, Halbfinale:  Ägypten 	– 	 Südafrika 	1:0 – Ägypten qualifiziert sich  für die Olympischen Spiele in Paris
    - 8. Juli 2023, Finale:  Marokko 	– 	 Ägypten 	2:1 n. V. (in Rabat)
- Olympische Spiele:
  - Vorrunde:
    - 24. Juli 2024: Ägypten – Dominikanische Republik 0:0  (in Nantes)
    - 27. Juli 2024: Usbekistan – Ägypten 0:1 (0:1) (in Nantes)
    - 30. Juli 2024: Spanien – Ägypten 1:2 (in Bordeaux) – als Gruppensieger die K.-o.-Runde erreicht

  - K.-o.-Runde:
    - 2. August 2024: Viertelfinale: Ägypten – Paraguay 1:1 n. V.; 5:4 i. E.  (in Marseille)
    - 5. August 2024: Halbfinale: Frankreich – Ägypten 3:1 n. V. (in Lyon)
    - 8. August 2024 um 17:00 Uhr MESZ in Nantes, Spiel um Platz 3: Ägypten –   Marokko 0:6 (0:2)

## Trainer
- 1920: ?
- 1924: Hussein Hegazi
- 1928: ?
- 1936: James McCrae (Schottland)
- 1948: Eric Keen (England)
- 1952: Edward Jones (England)
- 1960: Pál Titkos (Ungarn)
- 1964: Josef Vandler (Jugoslawien)
- 1984: Moussier Fathy
- 1992: Mahmoud Said El Din Ahmed
- 2012: Hany Ramzy
- 2021: Shawky Gharib
- 2024: Rogério Micale (Brasilien)

## Beste Torschützen
1. Ibrahim Riad 8 Tore (1964) – davon 6 beim 10:0 gegen Südkorea
2. Mahmoud Mokhtar El-Tetsh und Ali Mohammed Riad (beide 1928), Elsayed Eldizwi (1952) je 4 Tore
5. Raafat Attia (1960, 1964), Mohamed Salah (2012), Ibrahim Adel (2024) je 3 Tore
8. Ibrahim Yakan (1924), Samir Kottb (1960), Mohamed Badawi (1964), Hady Khashaba (1992), Mohamed Abo Treka (2012) je 2 Tore